# Spidola Dorsa
Gli Spidola Dorsa sono una struttura geologica della superficie di Venere.